# Oroncio de Mérida
Oroncio de Mérida o simplemente Oroncio fue obispo de  Mérida desde algo antes del año 638 y su pontificado duró hasta después de 653. Se tienen datos de su existencia a través de las actas del VI Concilio de Toledo que fue convocado por el rey visigodo Chintila (lo mismo que el número V), para reafirmar lo convenido en el concilio anterior y conseguir más apoyo y la paz interna que hasta la fecha parecía imposible de mantener.

## Los tres concilios de Oroncio
El Sexto Concilio de Toledo se inició el 9 de enero del 638 y en él estuvieron presentes cincuenta y tres obispos (más del doble que en el anterior) y entre ellos había tres procedentes de la Narbonense (los de Elna y Lodève y el metropolitano de Narbona Esclua), provincia que no estuvo representada en el V Concilio. El Concilio fue considerado una reunión de los Obispos de Hispania y La Galia a diferencia del anterior que se calificó como una reunión de obispos de “las diversas provincias de Hispania”. Si bien el obispo «Oroncio» no asistió a este concilio, lo hizo en su lugar un presbítero llamado «Guntysclo» que fue el primero de los vicarios en firmar al hacerlo en nombre de un obispo metropolitano y lo hizo de esta forma: «Ego Guntysclus Prebyter, agens vicen Orontii Episcopi Eclesiae Emeritensis, susbscripsi». Debido a estos documentos se conoce que Oroncio fue consagrado obispo antes del año 638.
Nueve años más tarde de la celebración del «Sexto Concilio de Toledo» tuvo lugar el VII Concilio de Toledo en el Reino Visigodo que comenzó el 18 de noviembre de 646 y asistieron cuarenta y un Obispos (personalmente o por delegación) pudiendo asistir en esta ocasión el obispo Oroncio y tuvo el honor de presidirlo al ser el metropolitano más antiguo. 
Oroncio también asistió al VIII Concilio de Toledo que fue un sínodo celebrado en esa misma ciudad y que comenzó sus trabajos el 16 de diciembre del 653 en la Iglesia de los Santos Apóstoles con asistencia del propio rey y de cincuenta y dos obispos más los representantes de otros diez, además de diez abades, el arcipreste y el primicerio de la Catedral. También presidió este concilio al ser, lógicamente, el obispo metropolitano más antiguo.
El obispo Oroncio asistió, por tanto, a tres concilios, presidió dos y estuvo, al menos, dieciséis años en su pontificado: desde el año 637 al 653 pero no se conoce el tiempo que sobrevivió, pero como asegura Enrique Flórez no debieron ser más de tres y sitúa su fallecimiento hacia noviembre del año 656 ya que cuando se celebró el X Concilio de Toledo, que empezó en 1 de diciembre ya no figuraba su nombre ni vicario alguno que lo representase.

## Actuaciones en favor de su iglesia emeritense
Se debe a este obispo y a sus diligentes actuaciones el haber conseguido para la metrópoli emeritense sus antiguos límites de la Lusitania que se había perdido en tiempo de los suevos. El obispo vio la oportunidad de pedir sus antiguos límites que hasta entonces no había sido posible ya que la Galicia y la Lusitania pertenecían a dos reyes diferentes, suevos y godos, y a partir del reinado de Leovigildo pertenecían las dos zonas al mismo rey lo que simplificaba las cosas. Por otro lado el obispo tenía a su favor el haber estado en dos ocasiones en Toledo, ser el obispo que presidió dos concilios y ser muy laureado y respetado y esto le daba más confianza para hablar con el rey, que entonces era Recesvinto. No solamente obtuvo la protección del rey a su favor sino que los obispos se reunieron para delimitar los límites de la Lusitania y afirmar que pertenecía al obispo metropolitano de  Mérida, acuerdo al que el rey añadió un «Decreto confirmatorio» en los siguientes términos: «Suggerente sanctae memoriae sanctísimo Viro ORONTIO Episcopo animus ejus ad pietatem moveris, ut terminus hujus Provinciae Lusitaniae cum suis Episcopis, eorumque Parochiis, juxta priorum Canonum sententias ad nomen Provintiae, et Metropolitanam hanc Sedem reduceret, et restauraret. His ergo juxta eamdem regulam Decreto Synodico, judicii formula, et suae clementiae confirmatione ad hanc Metropolis reductis».